# Kaos (rapper)
Kaos, o Kaos One, pseudonimo di Marco Fiorito (Caserta, 11 giugno 1971), è un rapper e produttore discografico italiano.
Considerato un pioniere dell'hip hop in Italia, ha cominciato la propria carriera già nel 1984, dapprima come ballerino di break dance e writer, poi come MC, prima in inglese e poi in italiano.

## Biografia

### Anni ottanta e novanta
Tra il 1986 e il 1987, dopo essersi dedicato alla composizione dei testi, Kaos conosce DJ Gruff e lo statunitense MC Topcat, con cui organizza alcune jam e costituisce la Fresh Press Crew, di cui fanno parte anche DJ Skizo, Soul Boy e Sean; con il successivo ingresso di Dre Love, il gruppo cambia nome in Radical Stuff. Le prime pubblicazioni del gruppo sono stati i singoli Let's Get Dizzy (1991) e I Guess U Know (1992), dopodiché hanno collaborato dal vivo con i Lo Greco Bros, dando successivamente alle stampe l'album dal vivo Jazzy Rap Night Live, uscito nel 1992. Nel 1994 i Radical Stuff hanno pubblicato l'album Hardaswallow, promosso dai singoli Summer Fever e Ontha Run.
Nel frattempo Kaos incomincia a collaborare con alcuni artisti partecipando con dei propri brani ai loro dischi, il primo è datato 1993 quando viene inserito nel disco Rapadopa di DJ Gruff il brano Don Kaos, il primo di Kaos in lingua italiana. Nel 1994 pubblica insieme ai Radical Stuff l'unico album in studio Hardaswallow, ancora in lingua inglese. Nel 1996 partecipa alla canzone Ciao, ciao nel disco Odio pieno dei Colle der Fomento e nello stesso anno dopo queste esperienze Kaos comincia a lavorare per pubblicare il suo primo album in lingua italiana. Così nel 1996 esce Fastidio prodotto interamente da Neffa (in questo disco sotto il nome di Piscopo), e le collaborazioni di MDee, Loudy NCN e Sean, ricambiando successivamente, la collaborazione di Neffa partecipando nello stesso anno a due brani nel disco Neffa & i messaggeri della dopa: I messaggeri pt. 1 e I fieri BBoyz. Neffa si occupa anche delle basi per Fastidio, risulta infatti il produttore di queste per ben tredici brani sui quindici del disco (una in collaborazione con Kaos). Dopo l'esordio da solista continua le collaborazioni con diversi artisti e nel 1997 appare sia nel disco Il mondo che non c'è di Chief & soci che nel nuovo disco di Gruff intitolato Zero Stress.
Sempre nel 1997 l'MC casertano collabora alla colonna sonora per il film Torino Boys con il brano Quando vengo a prenderti prodotto da Neffa e successivamente nell'album di quest'ultimo 107 elementi con il brano Strategie Dell'Universo. L'anno dopo esce l'EP Remix '98, contenente alcuni remix di Fastidio; nel 1999 realizza Cose Preziose, inserito in Novecinquanta di Fritz da Cat, e costituisce con Sean e Chico MD dei Sangue Misto il gruppo Melma & Merda, con cui pubblica l'album Merda & melma.
Nello stesso anno vede la luce L'attesa pubblicato dalla Jackpot Records di Neffa, realizzato in collaborazione con i Freaktons, con produttori Deda e Neffa, e lui stesso alla prova delle basi.

### Anni duemila
Nel 2002 fonda i Neo Ex con il rapper Gopher, pubblicando l'EP L'anello mancante EP. Il disco si compone di dieci brani e presenta le collaborazioni di Moddi MC, Phase 2, Turi, DJ Lugi e Soulee B..
Nel 2006 è tra i protagonisti del progetto "Gli Originali" a cura di Speaker Dee Mo in cui l'autore di colonne sonore Franco Micalizzi ed alcuni tra i migliori artisti del panorama hip hop italiano unirono le musiche di Micalizzi con la cultura Hip Hop. Il 30 maggio 2006 si è tenuto al Rolling Stone di Milano lo spettacolare concerto presentato da Red Bull Homegroove, caratterizzato dal suono della Big Bubbling Band diretta dal maestro Franco Micalizzi accompagnato sul palco da MC, B-boys e DJ. Il tutto è stato ripreso ed è uscito in edicola il 20 giugno in allegato alla rivista Groove. Il concerto è stato poi replicato il 20 dicembre 2006 al teatro Palladium di Roma.
Ad ottobre 2007 esce il terzo album solista di Kaos, intitolato Karma e prodotto da lui stesso insieme a DJ Trix, Don Joe, Shablo, Mace e DJ Argento. Presenta collaborazioni con artisti della scena italiana come Turi, Club Dogo, Colle der Fomento e Moddi MC.

### Anni 2010
Nel 2011 ha collaborato insieme a Deda per produrre, sotto il nome BBeat, i brani Quindici minuti e Inno nazionale personale di Ipnosi collettiva, album di Musteeno.
L'11 novembre dello stesso anno è stato pubblicato il quarto album Post scripta e in concomitanza con il lancio dell'album, Kaos ha inaugurato il nuovo sito ufficiale e il profilo Twitter. Tra le varie tracce presenti nell'album è presente Le 2 metà, brano per il quale è stato girato un videoclip (il primo in assoluto nella carriera solista di Kaos). A 48 ore dall'uscita, il disco raggiunge la prima posizione nella classifica "Hip-Hop" di iTunes e la quarta posizione generale tra i dischi più venduti in Italia. Oltre che in digitale, il disco vende molto anche in supporto fisico, facendo sold-out in molti negozi d'Italia in cui è stato distribuito.
Il 27 novembre 2011 è stato ospite della trasmissione radiofonica di Rai Radio 2 Babylon condotto da Carlo Pastore dove ha spiegato "track by track" (traccia per traccia) l'intero album Post scripta. Questa presentazione radiofonica, corredata da spezzoni dei brani, è una delle poche presenze su un media di rilevanza nazionale di Kaos, da sempre restio ad un'esposizione mediatica.
Kaos è uno dei pochi B-Boy ad aver toccato tutte le principali discipline dell'hip hop. Oltre che writer, breaker ed MC, infatti, si è messo dietro i piatti come DJ in alcuni suoi lavori. Inoltre, già dal 1996 nell'intro di Fastidio, e nel 1998 in Viva Los Latinos (brano dell'album di Flycat), ha iniziato a comporre basi per pezzi hip hop, ruolo che poi ha ricoperto anche nei brani Flow to Flow (giocando con il destino) e Dio lodato (per sta chance), realizzati rispettivamente nel 1998 e 1999 per il rapper Joe Cassano, nonché per altri brani de L'attesa, Merda & melma e Karma.
Nel 2011 si è svolto l'Hip Hop Hano Award 2011 un sondaggio creato sul sito di Hano.it per decretare il miglior album hip hop dell'anno, che ha visto la partecipazione di oltre 13.000 persone. Il premio del miglior album dell'anno è stato vinto da Kaos con il suo album Post scripta.
A febbraio 2013 è stato pubblicato il video ufficiale del suo nuovo singolo Prison Break, dall'album Post scripta, con la regia Niccolò Nicco Celaia. Si tratta del secondo video realizzato nella sua carriera da solista (il quarto compresi i due realizzati con i Radical Stuff).
Nel gennaio 2014 in canale televisivo DMAX utilizza la sua canzone L'anno del drago nella sigla del Rugby Social Club. Nel corso dell'anno ha inoltre partecipato a Numero zero - Alle origini del rap italiano, documentario sull'hip hop italiano.
Il 13 novembre 2015 è uscito a sorpresa il suo quinto album in studio Coup de Grâce, senza nessuna promozione e annunciato dal rapper Danno attraverso il programma radiofonico Welcome 2 the Jungle. L'album ha visto la partecipazione dello stesso Danno e del collettivo Good Old Boys ed è stato accompagnato dal video del brano Coup de Gràce.

### Anni 2020
Nel 2022 Kaos è tornato sulle scene musicali attraverso il sesto album Chiodi, uscito il 14 giugno e anticipato poche settimane prima dal singolo Titanic. Nel 2023 partecipa al disco di DJ Shocca Sacrosanto insieme ad Emis Killa nel brano 90. Nel 2025 partecipa al disco di Salmo (rapper) Ranch (album) di cui kaos è l'unico feat.

## Discografia

### Da solista
Album in studio
- 1996 – Fastidio
- 1999 – Merda & melma (con Deda e Sean, accreditati come Melma & Merda)
- 1999 – L'attesa
- 2007 – Karma
- 2011 – Post scripta
- 2015 – Coup de Grâce
- 2022 – Chiodi

EP
- 1998 – Remix '98
- 2002 – L'anello mancante EP (con Gopher; accreditati come Neo Ex)

Singoli
- 2022 – Titanic

### Con i Radical Stuff
- 1992 – Jazzy Rap Night Live (con i Lo Greco Bros.)
- 1994 – Hardaswallow

## Altri brani
- Quando vengo a prenderti (Torino Boys, 1997 - Remix inserito poi nell'album "L'attesa" con il titolo "Q.V.P. RMX")
- Solo Hip Hop che si trasmette per contagio (da Mixmen Connection: italian tapes originators, Dopesoul vol.5, 1997)
- Sangue (Zora la vampira, 2000)
- Già da un po'  (da Godzilla Sound Presents The Twelve Step Program, 2006)
- Pandemia (RMX) (da Ministero dell'inferno, 2008)

## Collaborazioni
- Con DJ Gruff:
  - Don Kaos (Rapadopa, 1993)
  - Scratch (Rapadopa, 1993)
  - Zero stress pt. 1 (Zero Stress, 1997)
- Con Neffa:
  - I messaggeri Pt.1 (Neffa & i messaggeri della dopa, 1996)
  - I Fieri B-boyz (Neffa & i messaggeri della dopa, 1996)
  - Quando vengo a prenderti (Torino Boys, 1997)
  - Strategie dell'universo (107 elementi, 1998)
- Con Fritz da Cat:
  - Cose preziose (Novecinquanta, 1999)
- Con i Colle der Fomento:
  - Ciao ciao (Odio pieno, 1995)
  - La fenice (Anima e ghiaccio, 2007)
  - Sergio Leone (Adversus, 2018)
  - Miglia e promesse (Adversus, 2018)
- Con Chief:
  - Adrenaline (Il mondo che non c'è, 1997)
- Con Turi:
  - La tempesta del secolo (L'amico degli amici, 2004)
- Con Sisma Sound System
  - Kaos
- Con Cletus
  - Algoritmi remix prodotto da Cletus (Il rap supporta la ricerca - Lotta all'istiocitosi, 2008)
- Con TruceKlan
  - Pandemia remix prodotto da Lou Chano (Ministero dell'inferno, 2008)
- Con Broken Speakers:
  - Non lo so (Fino al collo, 2012)
- Con Ensi:
  - Gran finale (Era tutto un sogno, 2012)
- Con Gente de Borgata:
  - Battiti (Manifesto, 2013)
- Con DJ Argento:
  - Canale zero pt. 1 (Argento, 2017)
- Con DJ Shocca e Emis Killa
  - 90 (Sacrosanto, 2023)
- Con Claver Gold e Danno
  - Nak su kao parte 2 (Questo non è un cane - Domo, 2024)
- Con Salmo
  - Bye Bye (Ranch, 2025)

## Videografia

### Album video
- Gli originali (video del concerto tenutosi il 30 maggio 2006 al Rolling Stone di Milano, uscito in allegato alla rivista Groove Magazine)

### Video musicali
- 2011 – Le 2 metà
- 2013 – Prison Break
- 2015 – Coup de grâce
- 2022 – Chiodi

- È presente, insieme a molti esponenti della scena underground italiana, nel video di Ce n'è[19] degli Otierre, in cui lo si vede alla consolle.
- Compare nel video di Aspettando il sole[20] di Neffa e insieme ad altri MC in Born to be Abramo[21] di Elio e le Storie Tese del 1997 in alcuni degli spezzoni da cui è composto il video.
- È apparso nel videoclip del brano Sergio Leone dei Colle der Fomento in veste di batterista.